# Asymbolie à la douleur
L'asymbolie à la douleur (dite aussi analgognosie ou apractognosie algique) est un trouble neurologique qui se caractérise par le fait que les patients qui en sont atteints ne ressentent plus la douleur comme pénible. Plus exactement, ils ne ressentent plus la composante affective, normalement désagréable, de la douleur mais ils continuent de percevoir les autres aspects, notamment sensoriels des stimuli nociceptifs.
De façon caractéristique, ces patients ne présentent plus de réflexes de retrait ni d'autres comportements moteurs (expression faciale) ou verbaux à un stimulus nociceptif. L'asymbolie à la douleur peut être considéré comme une forme d'agnosie reflétant une déconnexion sensori-limbique. Elle peut être totale ou seulement partielle et dans ce cas ne concerner que les stimuli douloureux présentés sur une partie du corps seulement. L'asymbolie à la douleur résulte le plus souvent d'une lésion cérébrale du lobe pariétal, principalement à gauche, mais surtout du lobe de l'insula.

## Controverses
L'étude de l'asymbolie à la douleur est l'objet de débats intenses au niveau clinique et philosophique,,. L'un des points de débat concerne notamment le fait de définir l'asymbolie à la douleur comme un syndrome en tant que tel (une maladie) ou seulement comme un symptôme qui pourrait être présent dans différentes maladies.

## À ne pas confondre
L'asymbolie à la douleur ne doit pas être confondue avec :
- l'insensibilité congénitale à la douleur : un autre trouble neurologique dans lequel les patients ne ressentent pas la douleur, mais l'étiologie repose sur des mutations génétiques et il est donc présent dès la naissance. De plus, l'insensibilité congénitale à la douleur est liée à des mutations altérant la nociception (c'est-à-dire les fibres nerveuses véhiculant le signal de douleur de la périphérie vers le cerveau) alors que l'asymbolie à la douleur n'est pas, a priori, associée à des troubles de la nociception[1] (le sujet perçoit la douleur mais ne la ressent pas comme quelque chose de négatif).
- l'anosognosie : l'incapacité chez certains patients à reconnaître leur déficit neurologique (paralysie, cécité, ...)

## L'asymbolie à la douleur dans la fiction
- Dans le film Le Monde ne suffit pas, l'antagoniste principal ne ressent plus aucune douleur après avoir reçu une balle logée dans le cortex.

- Dans le film V pour Vendetta, le personnage principal n'est plus en mesure de ressentir de la douleur à la suite de différentes expériences faites sur lui contre son gré.